# Carinhoso (telenovela)
Carinhoso é uma telenovela brasileira produzida e exibida pela TV Globo de 2 de julho de 1973 a 21 de janeiro de 1974, em 174 capítulos. Substituiu Uma Rosa com Amor e foi substituída por Supermanoela, sendo a 12.ª "novela das sete" exibida pela emissora.
Escrita por Lauro César Muniz, baseada em Sabrina, de Samuel A. Taylor, e dirigida por Daniel Filho e Walter Campos, sendo produzida em preto-e-branco.
Teve Regina Duarte, Cláudio Marzo, Marcos Paulo, Rosamaria Murtinho, Fúlvio Stefanini, Cláudio Cavalcanti, Lúcia Alves e Mauro Mendonça nos papéis principais.

## Enredo
A jovem Cecília (Regina Duarte) é filha única de Felipe (Gilberto Martinho), motorista da família Vasconcelos, uma das mais ricas e tradicionais do Rio de Janeiro. Criada na companhia de Humberto (Cláudio Marzo) e Eduardo (Marcos Paulo), filhos dos patrões - o casal Humberto (Jorge Cherques) e Hermínia (Célia Biar) -, Cecília se apaixona por Eduardo e com ele engata um romance. Mas Eduardo é um playboy inconsequente e incapaz de levar a sério o relacionamento com Cecília. Desapontada com o comportamento dele e disposta a esquecê-lo, Cecília decide, então, trabalhar como aeromoça e vai morar em Nova Iorque.
Três anos depois, Cecília, que se tornara uma mulher independente e encantadora, volta ao Brasil para visitar seu pai e reconquistar Eduardo, que não resiste. Mas, dessa vez, o romance encontra toda sorte de opositores, começando pela família Vasconcelos, que não aprova a relação por causa da diferença social entre ambos, sobretudo Humberto, irmão mais velho de Eduardo, que sempre fora apaixonado por Cecília. Por isso tenta de todas as formas atrapalhar o namoro, contando com a ajuda da governanta Esmeralda (Lícia Magna) e do próprio Felipe, pai de Cecília. Há ainda a jovem mimada Marisa (Débora Duarte), ex-namorada de Eduardo, e Santiago Morales (Herval Rossano), empresário argentino que ajudou Cecília a se adaptar aos Estados Unidos e se encontra apaixonado por ela. Para atenuar o sofrimento que lhe causam, Cecília conta com o apoio do jardineiro Faísca (Marco Nanini) e da cozinheira Donana (Zeni Pereira), seus fiéis e divertidos amigos, que trabalham na mansão.
Um dia, Cecília recebe uma carta misteriosa da irmã de Santiago, a doce Clara (Irma Alvarez), e fica sabendo que ele tem uma doença incurável e pouco tempo de vida. Surpreendendo a todos, ela se casa com o argentino. Porém, trata-se de um plano arquitetado por Santiago para ter Cecília de volta. Depois de um casamento conturbado e infeliz, a verdade é descoberta e Cecília, livre, volta para o Rio de Janeiro, provocando um desgaste entre os irmãos Vasconcelos. Nesse meio tempo, há Mariana (Riva Blanche), mulher fina e elegante, amiga da família Morales. Sempre fora apaixonada por Santiago, seu amigo de infância, e, para conquistá-lo, conta com a ajuda velada dos pais do moço: a sofisticada Marieta (Mary Daniel) e o bonachão José (Juan Daniel), casal espirituoso que apresenta estável posição social.
Na trama, há também o cômico triângulo amoroso formado pelo executivo Sérgio (Fúlvio Stefanini), sócio de Humberto, a dondoca Ivone (Rosamaria Murtinho) e o determinado Paulo (Cláudio Cavalcanti). Depois de vários desencontros amorosos, Paulo se encanta pela atrapalhada Leda Maria (Lúcia Alves), uma hippie misteriosa e sem origens que, mais tarde, descobre ser filha de Vicente (Mauro Mendonça). Rico empresário, Vicente é interessado pela sua secretária, a insegura Renata (Suzana Faini), que fora abandonada por Sérgio no passado. 
Ao final, Eduardo abre mão do seu amor por Cecília e decide viver aventurosamente com Marisa, o que resulta na morte de ambos por acidente de carro. Apesar de todas as intrigas e armadilhas, Cecília, desiludida, tem a percepção de que Eduardo foi o seu primeiro amor, mas não o homem com quem sonhara. O homem da sua vida, apesar de se revelar fraco e de atitudes voltadas apenas para o trabalho, era Humberto, que nutria-lhe um amor secreto desde a infância. Os dois se declaram e terminam juntos.

## Elenco
| Interprete          | Personagem                      |
| ------------------- | ------------------------------- |
| Regina Duarte       | Cecília Barbosa                 |
| Cláudio Marzo       | Humberto Vasconcelos Lima Filho |
| Marcos Paulo        | Eduardo Vasconcelos Lima        |
| Débora Duarte       | Marisa                          |
| Herval Rossano      | Santiago Morales                |
| Rosamaria Murtinho  | Ivone                           |
| Fúlvio Stefanini    | Sérgio Garcia                   |
| Cláudio Cavalcanti  | Paulo                           |
| Lúcia Alves         | Leda Maria                      |
| Lícia Magna         | Esmeralda                       |
| Gilberto Martinho   | Felipe Barbosa                  |
| Célia Biar          | Hermínia Vasconcelos Lima       |
| Jorge Cherques      | Humberto Vasconcelos Lima       |
| Mauro Mendonça      | Vicente                         |
| Suzana Faini        | Renata                          |
| Germano Filho       | Arquimedes                      |
| Zeni Pereira        | Donana                          |
| Marco Nanini        | Faísca (Austregésilo)           |
| Riva Blanche        | Mariana                         |
| Irma Alvarez        | Clara Morales                   |
| Reinaldo Gonzaga    | Júlio (Julinho)                 |
| Arthur Costa Filho  | Ramon Garcia                    |
| Mary Daniel         | Marieta Morales                 |
| Juan Daniel         | José Morales                    |
| Anilza Leoni        | Luzia                           |
| Hélio Ary           | Dr. João Cláudio                |
| Lídia Vani          | Isaura                          |
| Ademir Rocha        | Dr. Gastão                      |
| Talita Miranda      | Sofia                           |
| Laura Suarez        | Marieta Morales                 |
| Álvaro Aguiar       | Dr. Pinheiro                    |
| Antônio Andrade     | Franco                          |
| Antônio Victor      | Mordomo de Santiago             |
| Auricéia Araújo     | Dona Margarida                  |
| Carlos Adier        | Gerente do hotel                |
| Denise Dumont       | Figuração no primeiro capítulo  |
| Helena Ned          | Alice                           |
| Ivo Giffoni         | Amigo de Eduardo                |
| João Vieitas        | Guga                            |
| Jorge Chaia         | Zeus                            |
| Márcio Montarroyos  | Ele mesmo                       |
| Margareth Boury     | Dublê de Regina Duarte          |
| Marlene Costa       | Serafina                        |
| Miéle Amaro         | Empregada de Ivone              |
| Odilon Wagner       | Marchand                        |
| Pepa Ruiz           | Passageira no primeiro capítulo |
| Rosita Thomaz Lopes |                                 |
| Valentim            | Ele mesmo                       |
| Vanda Costa         | Empregada de Vasconcelos Lima   |
| Walter Matesko      | Noronha                         |

## Produção
Carinhoso foi a primeira novela original de Lauro César Muniz na Globo. O autor estreou na emissora em 1972, quando substituiu Bráulio Pedroso na novela O Bofe. Pela quarta vez, Regina Duarte volta a contracenar com Cláudio Marzo, um de seus pares mais rotineiros na televisão. Os dois já haviam feito pares românticos em Véu de Noiva (1969), Irmãos Coragem (1970) e Minha Doce Namorada (1971).
Pela primeira vez nas novelas, foram usadas câmeras portáteis, alugadas nos Estados Unidos, para realizar as cenas dirigidas por Daniel Filho em diversos pontos turísticos de Nova York. O novo equipamento, muito mais fácil de ser transportado, agilizou as gravações externas. A experiência levou a Globo a aposentar o equipamento antigo e adotar de vez as novas câmeras.
Escrita especialmente para Regina Duarte, a trama principal de Carinhoso foi baseada na peça de teatro Sabrina, de Samuel A. Taylor, que já havia sido adaptada para o cinema em 1954, dirigida por Billy Wilder e estrelada por Audrey Hepburn, William Holden e Humphrey Bogart. Sendo assim, quando a atriz anunciou sua gravidez (de Gabriela Duarte, hoje também atriz), a novela, que vinha fazendo sucesso, teve de ser encurtada já que não dava mais para esconder a barriga de Regina.
Herval Rossano, a princípio, só participaria de nove capítulos de Carinhoso, mas seu personagem, Santiago Morales, ganhou a simpatia do público. O sucesso foi tanto que ele permaneceu até os últimos capítulos e tornou-se o grande vilão da novela.

## Exibição
Foi reprisada pela primeira vez entre 28 de janeiro a 13 de setembro de 1974, em 165 capítulos, substituindo Uma Rosa com Amor.
Foi reprisada pela segunda vez entre 20 de setembro de 1978 a 18 de maio de 1979, às 13h30, substituindo Locomotivas e sendo substituída por Estúpido Cupido.
O texto foi exportado para o Chile, onde foi adaptado pela TVN em 1982 sob o título La gran mentira, onde também fez sucesso. 

### Outras Mídias
Foi disponibilizada pelo Globoplay em 23 de dezembro de 2024, através do Projeto Fragmentos, que visa resgatar obras incompletas cujos capítulos foram perdidos em incêndios ou no processo de substituição de mídias físicas por questões econômicas. Foram preservados os capítulos: 01, 02, 03, 86, 87, 88, 172, 173 e 174.

## Música

### Nacional
Capa: logotipo da novela
1. Amar, Sofrer e Sonhar (Instrumental) - Nuvens
2. Mentira - Marcos Valle
3. As "Moça" - Osmar Milito
4. Manhã de Sol - Piry e seu Conjunto
5. Priscila - Fernando Leporace
6. Posso Ver o Mundo Pela Janela - Coral Som Livre
7. Amar, Sofrer e Sonhar - Nuvens
8. Carinhoso - Márcio Montarroyos (música-tema)
9. Manhattan (Instrumental) - Márcio Montarroyos
10. Da Cor do Pecado - Márcio Montarroyos
11. Chão de Estrelas - Márcio Montarroyos
12. Maria - Márcio Montarroyos
13. Mulher - Márcio Montarroyos
14. Rancho Fundo - Márcio Montarroyos

Coordenação geral: João Araújo
Produção musical: Eustáquio Sena e Aloysio de Oliveira

### Internacional
Capa: logotipo da novela
1. Music and Me - Michael Jackson
2. Skyline Pigeon - Elton John
3. Soul Makossa - Manu Dibango
4. For Once In My Life - Gladys Knight & the Pips
5. Tie a Yellow Ribbon - Glen Simon
6. Window - Paul Bryan
7. Free For All - Free Sound Orchestra
8. La Crabe - Françoise Hardy
9. He - Family Child
10. Manhattan - Sally Baldwing
11. Your Love - Nathan Jones Group
12. For Better - Chrystian
13. Lady - Puzzle
14. Geri - Jack & Jill

Ainda:
- Aujourd'hui C'est Toi - Francis Lai
- Falling In Love Again - Malcolm Lockyer and His Orchestra
- Snow Creatures - Quincy Jones
- Theme From The Mack - Willie Hutch
- Time - Pink Floyd

## Prêmios
Por seu papel em Carinhoso, Regina Duarte ganhou o Troféu Imprensa de melhor atriz de 1974. Mas, durante a entrega do prêmio no Programa Silvio Santos - que, naquela época, era exibido na Globo -, a atriz abdicou do troféu em reconhecimento ao trabalho da concorrente ao prêmio Eva Wilma, pela atuação na novela Mulheres de Areia, da TV Tupi.